# گریت وال هاوال ام۴
هاوال اچ۱ (به انگلیسی: Haval H1) یا سابقاً گریت وال هاوال ام۴ (به انگلیسی: Great Wall Haval M4) یک اس‌یووی کوچک می‌باشد. این خودرو توسط سازنده چینی گریت وال ساخته شده‌است. این خودرو در نسل اول نسخهٔ کراس‌اوور گریت وال فلورید بود؛ اما نسل دوم آن از پلت‌فرم مشترکی با گریت وال ولیکس سی۲۰آر دارد.
گریت وال در سال ۲۰۱۳ نام خودروی گریت وال هاوال ام۴ را به هاوال اچ۱ با لوگوی اختصاصی هاوال تغییر داد.

## نسل اول
گریت وال هاوال ام۴ در سال ۲۰۱۲ در بازار خودروی چین عرضه شد. قیمت آن از ۶۳٬۹۰۰ تا ۷۱٬۹۰۰ یوان بود. این خودرو بر اساس گریت وال فلورید و تویوتا ایست ساخته شده‌است.

### ایمنی
اچ۱ در سال ۲۰۲۰ توسط لاتین ان‌سی‌ای‌پی تست شد و دو ستاره برای سرنشینان بزرگسال و دو ستاره برای سرنشینان خردسال دریافت نمود.

### مالزی
خودروی گریت وال هاوال ام۴ در کشور مالزی با نام گریت وال ام۴  و با سه تیپ استاندارد، کامفورت و پریمیوم عرضه شد. هر سه تیپ را می‌شد با جعبه‌دندهٔ دستی یا اتوماتیک داشت. مدله‌ای اولیه کاملاً از چین وارد می‌شدند. مونتاژ محلی در مالزی از دسامبر سال ۲۰۱۴ آغاز شد. مدل‌های مونتاژی از ژانویه ۲۰۱۵ به‌طور رسمی در دسترس بودند. در نوامبر ۲۰۱۵، مجموعهٔ الحاقی الیت برای نسخه پریمیوم در دسترس قرار گرفت. تفاوت‌ها شامل طراحی جدید چراغ‌های پروژکتور هالوژن با لامپ‌های موقعیت‌یابی ال‌ای‌دی، رینگ‌های آلیاژی ۱۶ اینچی، برچسب مشکی مات برای سقف و صندلی‌های چرم قرمز-سیاه بودند. در اوایل سال ۲۰۱۶، نام این خودرو در مالزی به هاوال ام۴ تغییر یافت و تیپ استاندارد از آن حذف شد. در اوایل سال ۲۰۱۷، جعبه‌دندهٔ دستی از این خودرو حذف شد و نام آن به هاوال اچ۱ تغییر یافت.

### نگارخانه

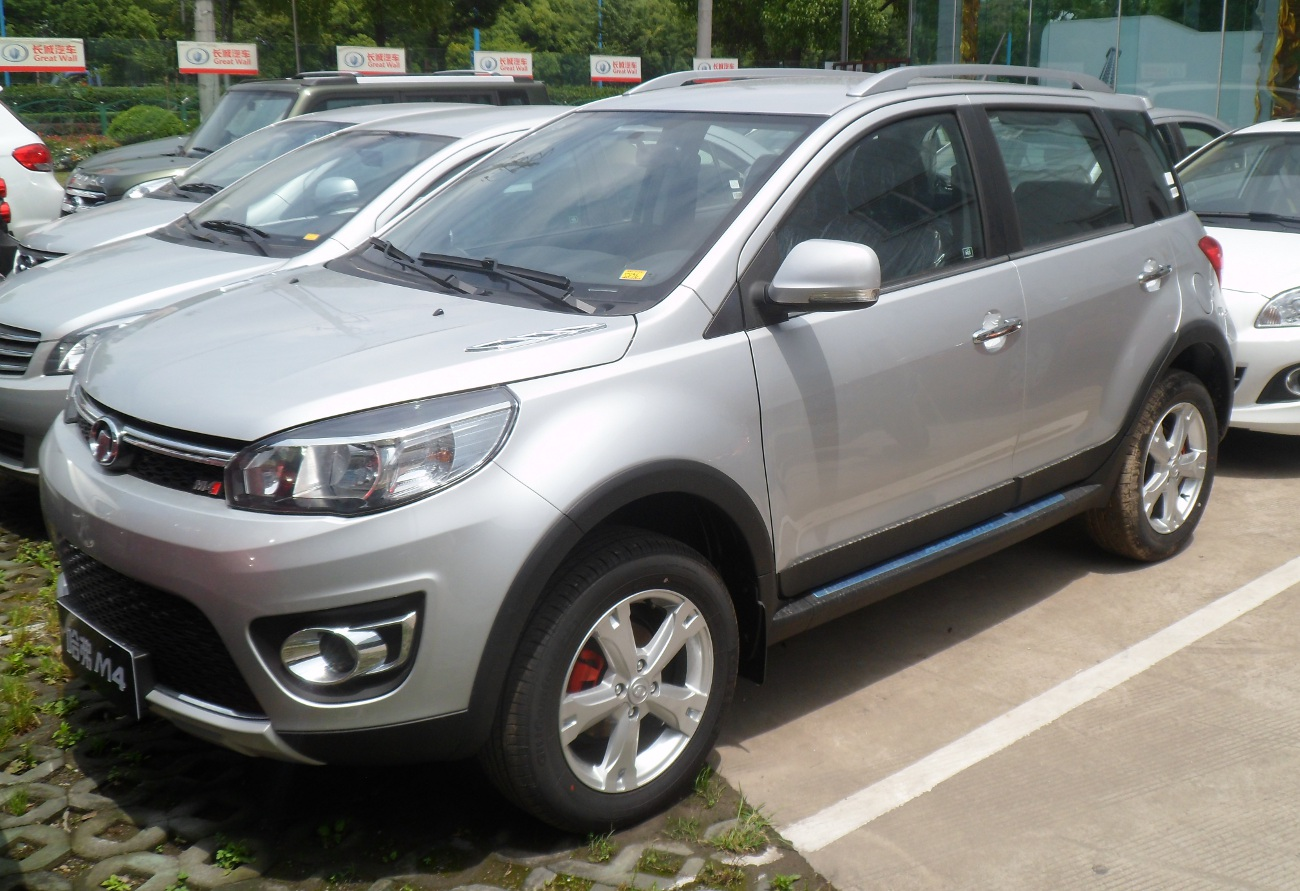
نمای جلوی هاوال ام۴
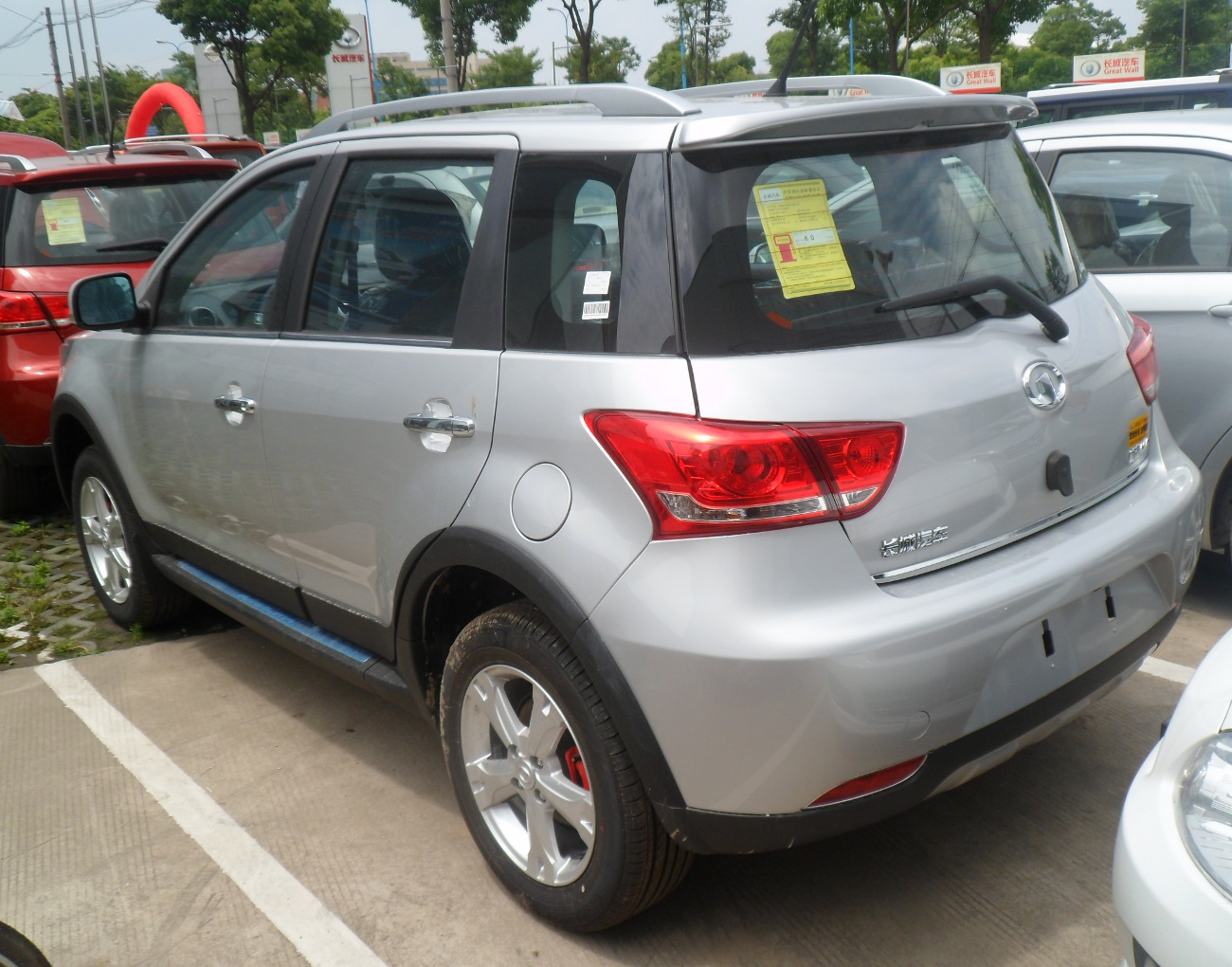
نمای عقب هاوال ام۴
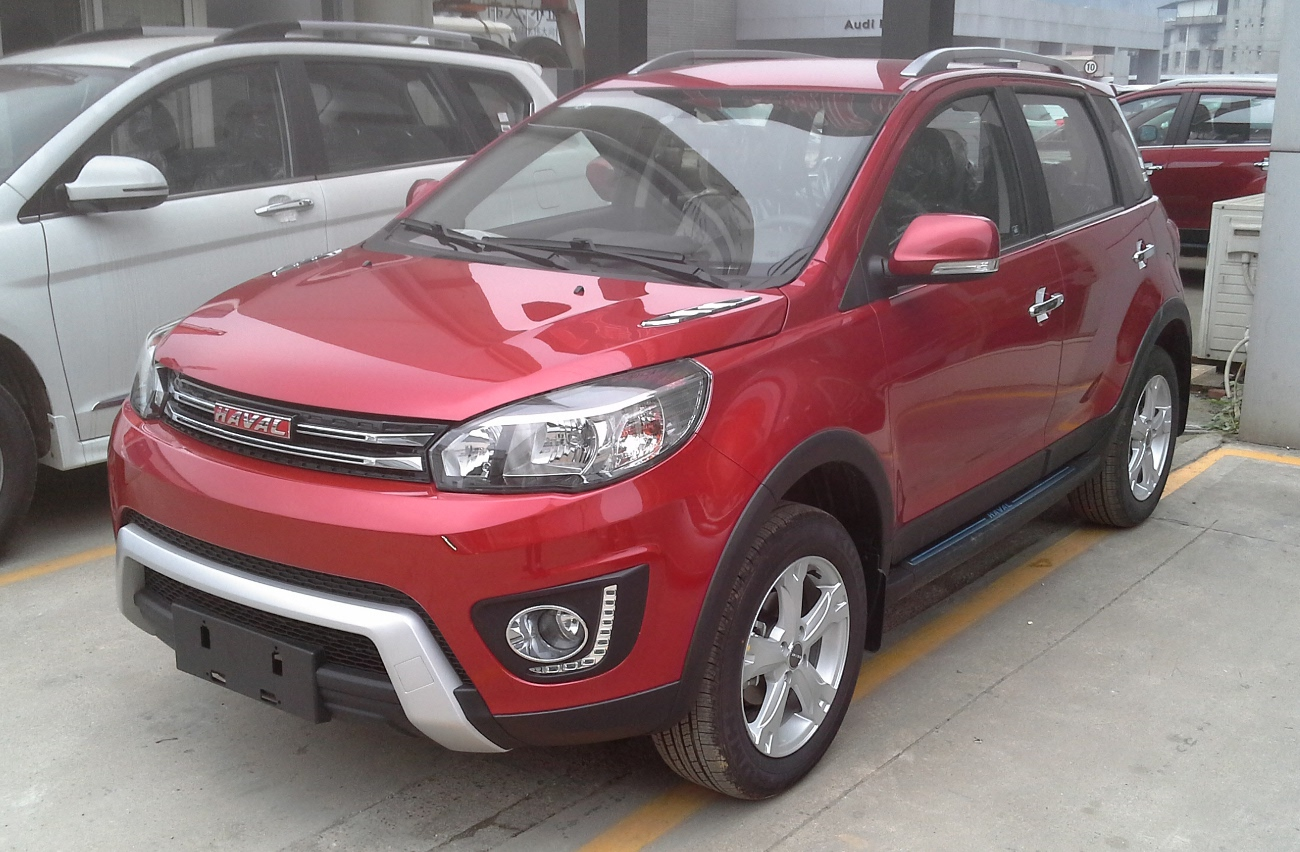
نمای جلوی هاوال اچ۱ با لوگوی قرمز

## نسل دوم
نسل دوم هاوال اچ۱ در بازار خودروی چین عرضه شد. قیمت آن از ۶۸٬۹۰۰ یوان تا ۸۲٬۹۰۰ یوان است. اولین حضور آن در نمایشگاه خودروی چنگدو در سال ۲۰۱۴ در چین بود.

### نگارخانه

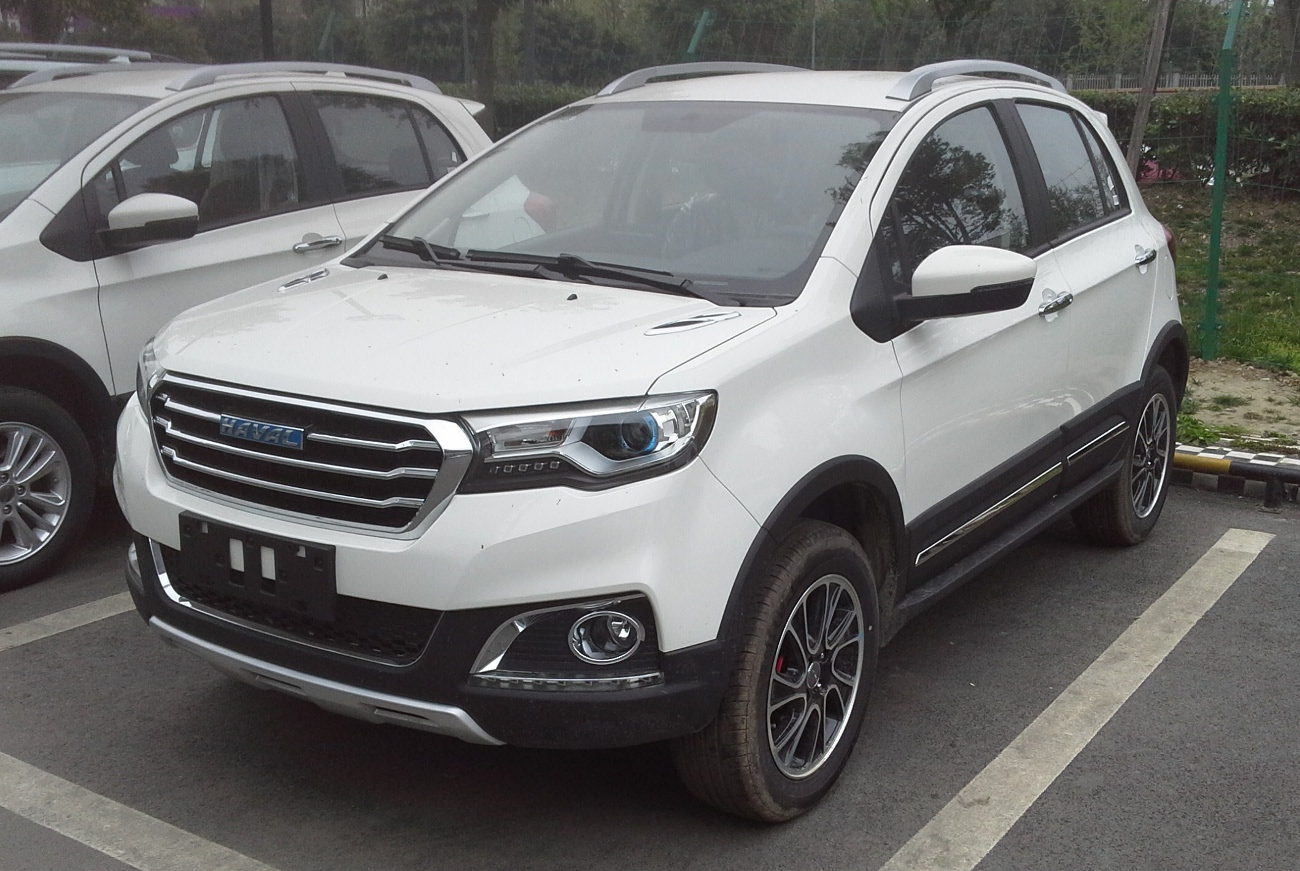
نمای جلوی نسل دوم هاوال اچ۱ با لوگوی آبی
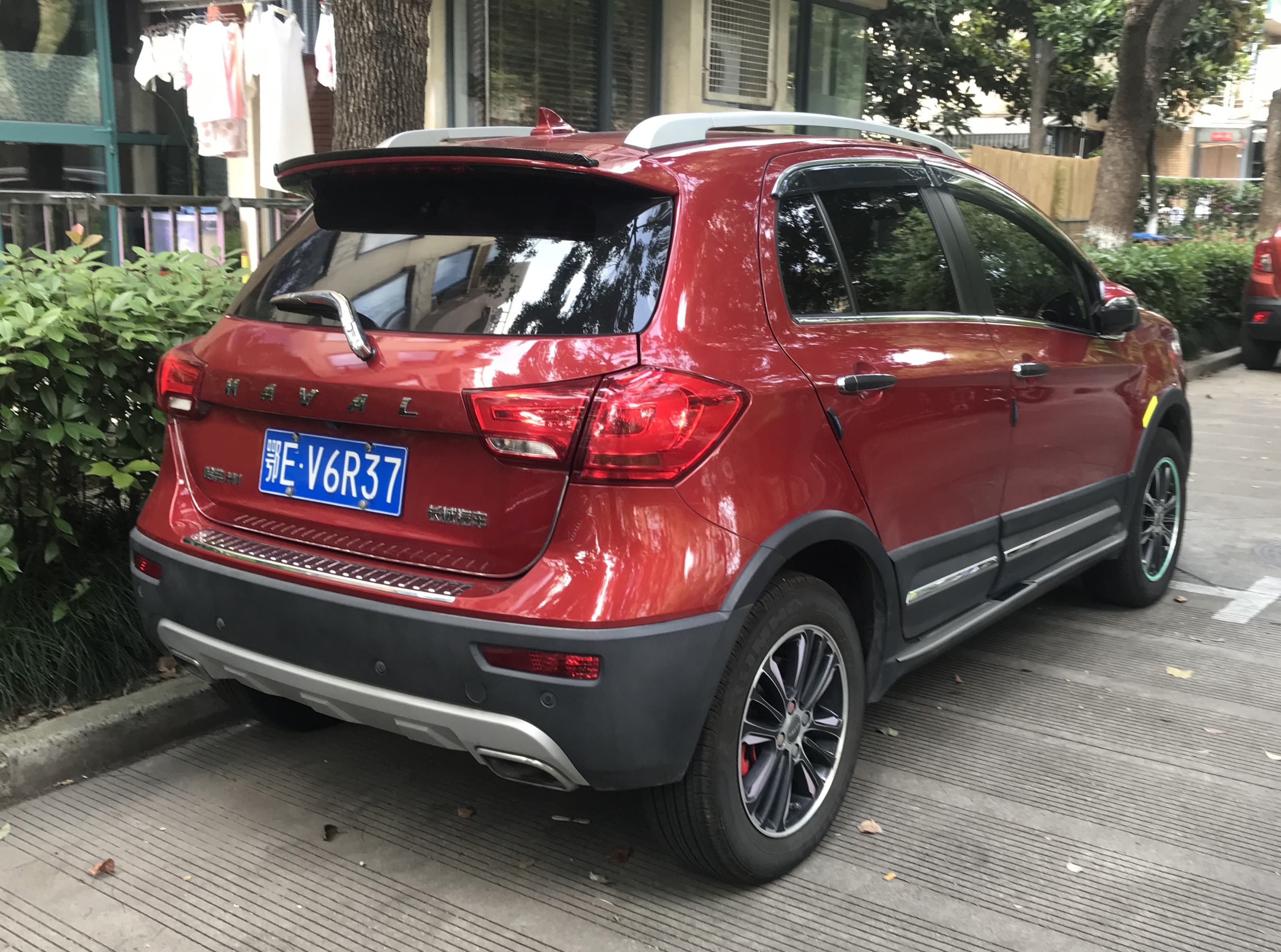
نمای عقب نسل دوم هاوال ام۴